# Johann Philipp Wolff (Mediziner, 1747)
Johann Philipp Wolff (* 1. Mai 1747 in Schweinfurt; † 28. Juli 1825) war ein deutscher Mediziner, Botaniker und Stadtphysicus von Schweinfurt. Sein Sohn Johann Friedrich Wolff war ebenfalls Arzt und Botaniker.

## Leben
Johann Philipp Wolff studierte Medizin und wirkte nach seiner Promotion als praktischer Arzt und Stadtphysicus in Schweinfurt. 
Am 20. Mai 1778 wurde er unter der Matrikel-Nr. 829 mit dem akademischen Beinamen Cleon III. zum Mitglied der Leopoldina gewählt.